# Walter Burley Griffin
Walter Burley Griffin (Maywood, 24 de noviembre de 1876 - 11 de febrero de 1937) fue un arquitecto y paisajista estadounidense, famoso por haber diseñado junto a su esposa Marion Lucy Mahony la ciudad de Canberra, destinada a ser la nueva capital de Australia.
Influenciado por la escuela de la pradera con sede en Chicago, Griffin desarrolló un estilo moderno único. Trabajó en sociedad con su esposa Marion Mahony Griffin. En 28 años diseñaron más de 350 edificios, proyectos de diseño paisajístico y urbano, además de diseñar materiales de construcción, interiores, muebles y otros artículos para el hogar.

## Biografía
Era el mayor de cuatro hijos de George Walter Griffin, un agente de seguros, y Estelle Griffin. Su familia se mudó a Oak Park y después a Elmhurst durante su infancia. De niño se interesó muy pronto por los paisajes y jardines y sus padres le permitieron arreglar a su gusto el jardín de su casa, en Elmhurst. Griffin hizo sus estudios superiores en el Oak Park High School. El diseñador de paisaje O. C. Simonds le convenció para estudiar una carrera de arquitectura.

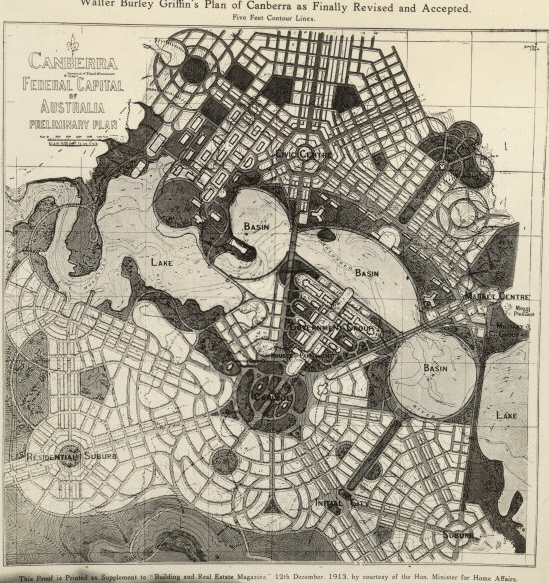
Proyecto final aceptado para la ciudad de Canberra (Australia).

Recibió su título de arquitecto en la Universidad de Illinois en 1901, aprobó la licencia de llinois que le permitía la práctica privada como arquitecto, empezó a trabajar como empleado con Frank Lloyd Wright en su estudió de Oak Park, permaneciendo allí hasta 1905 momento en que se fue luego de una disputa sobre ser remunerado por su trabajo con divisa japonesa en vez de moneda norteamericana, justo después de que Wright había regresado de Japón. Mientras trabajaba con Wright conoció a Marion Lucy Mahony, persona responsable de variadas modelaciones de perspectivas de edificios en los trabajos de arquitectura de paisaje de Wright, y tiempo después se casó con ella en 1911.

## Carrera en Chicago
Tras sus estudios, Griffin se trasladó a Chicago y trabajó como dibujante durante dos años en las oficinas de los arquitectos progresistas Dwight H. Perkins, Robert C. Spencer, Jr., y H. Webster Tomlinson en el "Steinway Hall". Los patrones de Griffin trabajaban en el característico estilo Prairie School. Este estilo se caracteriza por líneas horizontales, tejados planos con amplios aleros, construcciones sólidas, artesanía y una estricta disciplina en el uso del ornamento. Louis Sullivan fue influyente entre los arquitectos de la Escuela de la Pradera y Griffin era un admirador de su obra y de su filosofía de la arquitectura, que hacía hincapié en que el diseño debía estar libre de precedentes históricos. Otros arquitectos de esa escuela son George Grant Elmslie, George Washington Maher, William Gray Purcell, William Drummond y, sobre todo, Frank Lloyd Wright.
En julio de 1901, Griffin aprobó el nuevo examen de arquitectos de Illinois, lo que le permitió ejercer como arquitecto privado. Comenzó a trabajar en los famosos estudios de Frank Lloyd Wright en Oak Park, Illinois. Aunque nunca llegó a ser socio, Griffin supervisó la construcción de muchas de las casas más destacadas de Wright, como la Willits House en 1902 y el Larkin Administration Building construido en 1904. A partir de 1905 también comenzó a suministrar planos paisajísticos para los edificios de Wright. Wright permitió a Griffin y al resto de sus colaboradores realizar pequeños encargos por su cuenta. La Casa William Emery, construida en Elmhurst, Illinois, en 1903, fue uno de esos encargos. Mientras trabajaba para Wright, Griffin se enamoró de la hermana de éste, Maginel Wright. Le propuso matrimonio, pero su afecto no fue correspondido y ella lo rechazó.
En 1906 renunció a su puesto en el estudio de Wright y estableció su propio estudio en Steinway Hall. Griffin y Wright se habían enemistado a raíz del viaje de Wright a Japón en 1905. Mientras Wright estuvo fuera cinco meses, Griffin dirigió el bufete. Cuando Wright regresó, le dijo a Griffin que se había extralimitado en sus responsabilidades, completando varios de los trabajos de Wright y, en ocasiones, sustituyéndolos por sus propios diseños de construcción. Además, Wright había pedido dinero prestado a Griffin para pagar sus viajes al extranjero, y luego intentó saldar sus deudas con Griffin con grabados que había adquirido en Japón. Griffin tuvo claro entonces que Wright no le haría socio de su negocio.
El primer encargo independiente de Griffin fue un diseño paisajístico para la Escuela Normal Estatal de Charleston (Illinois), hoy conocida como Eastern Illinois University. En el otoño de 1906, recibió su primer trabajo residencial de Harry Peters. La casa de Peters fue la primera casa diseñada con una planta en forma de L o abierta. La forma en L era un diseño económico y de fácil construcción. Entre 1907 y 1914 se construyeron varias casas diseñadas por Griffin en el extremo suroeste de Chicago, en los barrios de Beverly y Morgan Park (Chicago). En 1981, la ciudad de Chicago concedió el estatus de monumento histórico a 13 de estos bungalows de estilo pradera en Beverly, a lo largo del bloque 1700 de West 104th Place, 12 manzanas de Longwood Drive entre West 98th y 110th Streets, y tres manzanas de Seeley Avenue. Siete de estas casas están situadas en West 104th Place, donde se encuentra la mayor concentración de casas originales de estilo pradera construidas en Chicago. La calle, que discurre entre Hale Avenue, al oeste, y Prospect Avenue, al este, fue designada distrito histórico de Griffin Place, que forma parte del distrito histórico de Ridge.
En 1911, Griffin construyó la casa Solid Rock para William F. Tempel en Winnetka, Illinois. Fue la primera casa construida por Griffin en su estilo maduro y de hormigón armado.

## Australia
En 1912 Griffin ganó un concurso para diseñar la nueva ciudad capital Canberra en Australia. El y Marion viajaron hacia Australia en 1914 para supervisar el diseño y la construcción de la nueva capital, junto con otros encargos que Walter había recibido aparte. Dejó a Francis Barry Byrne administrando la oficina de Chicago, mientras Marion dirigía una oficina en Sídney y Walter se encontraba a cargo del despacho en Melbourne. 
Walter ejerció la arquitectura durante 21 años en Australia antes de partir a Lucknow (India), para diseñar la biblioteca de la Universidad de Lucknow. Mientras se encontraba Walter en la India falleció en 1937.

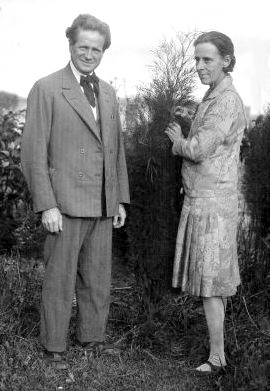
Walter Burley Griffin y Marion Mahony Griffin en Castlecrag, Sydney el 27 de julio de 1930

El 29 de junio de 1911, Griffin se casó con Marion Lucy Mahony, licenciada en arquitectura por el Massachusetts Institute of Technology. Trabajó primero en la oficina de Wright y luego en la de Hermann V. von Holst, que se había hecho cargo del trabajo de Wright en América cuando éste se marchó a Europa en 1909. Marion Mahony recomendó a von Holst que contratara a Griffin para desarrollar un plan paisajístico para la zona que rodeaba las tres casas de Millikin Place para las que Wright había sido contratado en Decatur, Illinois. Mahony y Griffin trabajaron estrechamente en el proyecto de Decatur inmediatamente antes de casarse.
Tras su matrimonio, Mahony pasó a trabajar en el bufete de Griffin. Una urbanización con varias casas diseñadas por Griffin y Mahony, Rock Crest - Rock Glen en Mason City, Iowa, se ve como su desarrollo de diseño estadounidense más espectacular de la década y sigue siendo la mayor colección de casas de estilo pradera que rodean un entorno natural.
Entre 1899 y 1914, Griffin creó más de 130 diseños en su oficina de Chicago para edificios, planes urbanos y paisajes; la mitad de ellos se construyeron en los estados del medio oeste de Illinois, Iowa, Míchigan y Wisconsin.
La relación entre Griffin y Frank Lloyd Wright se enfrió en los años siguientes a la salida de Griffin de la empresa de Wright en 1906. Con la boda de Walter y Marion, Wright empezó a sentir que estaban "en su contra". Tras la victoria de los Griffin en el concurso de diseño de Capital federal australiana, y la consiguiente cobertura de portada en The New York Times, Wright y Griffin no volvieron a hablarse. En años posteriores, cada vez que se hablaba de Griffin, Wright restaba importancia a sus logros y se refería a él como un dibujante.

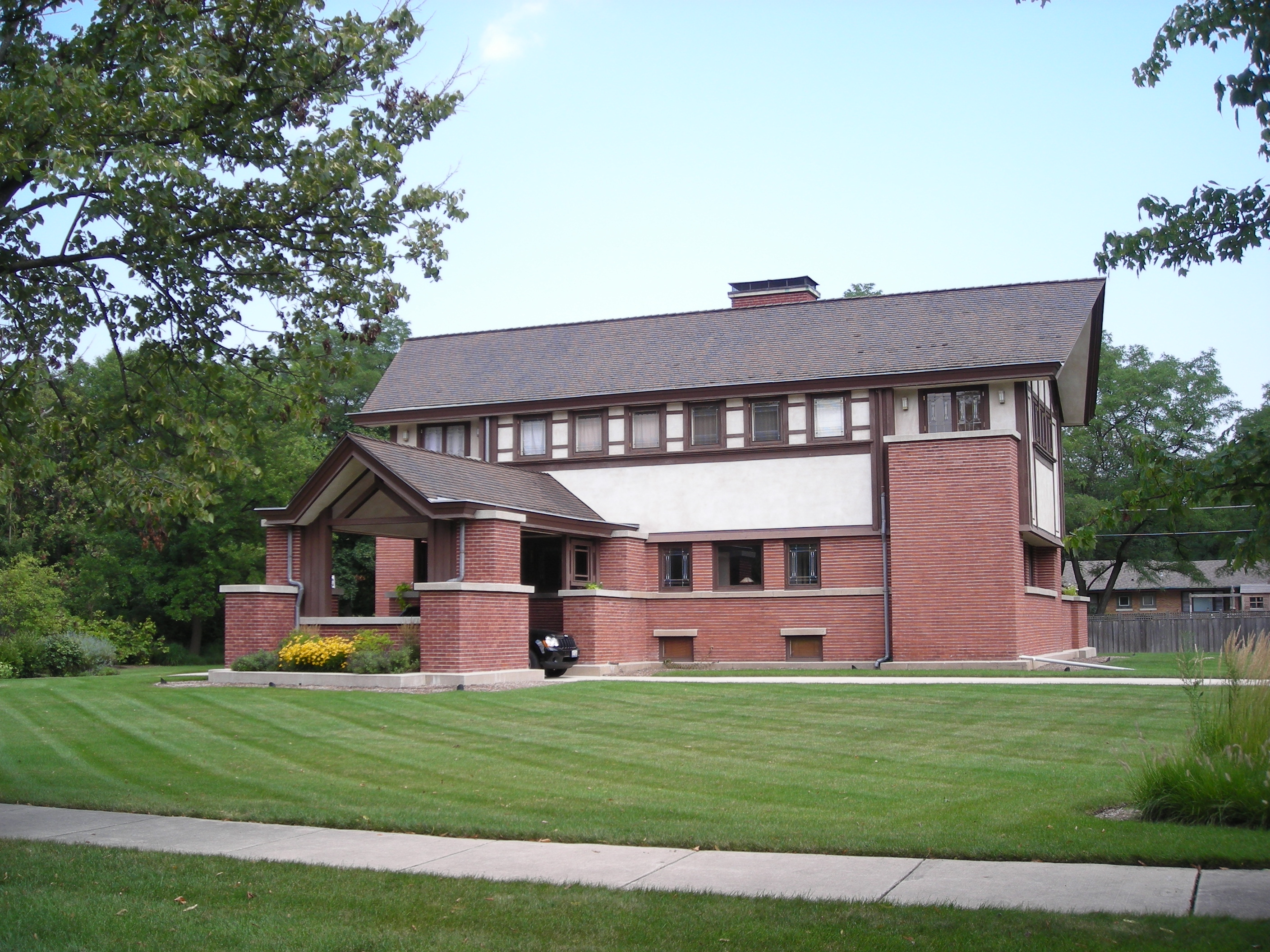
Casa William H. Emery, Jr., 1903
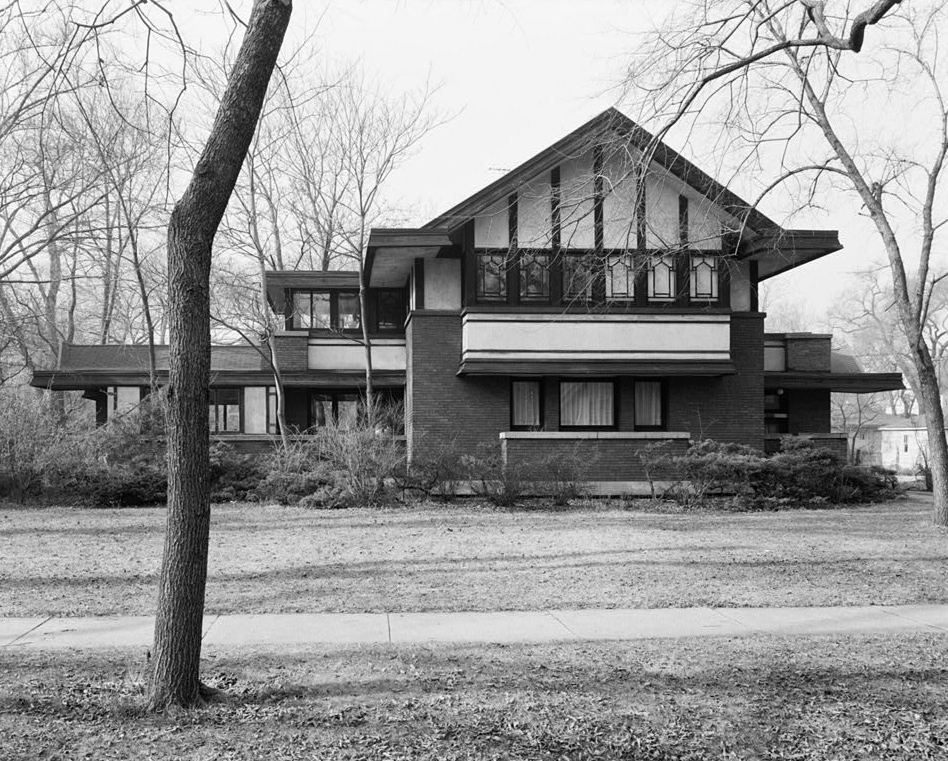
Casa de Frederick Carter, 1910
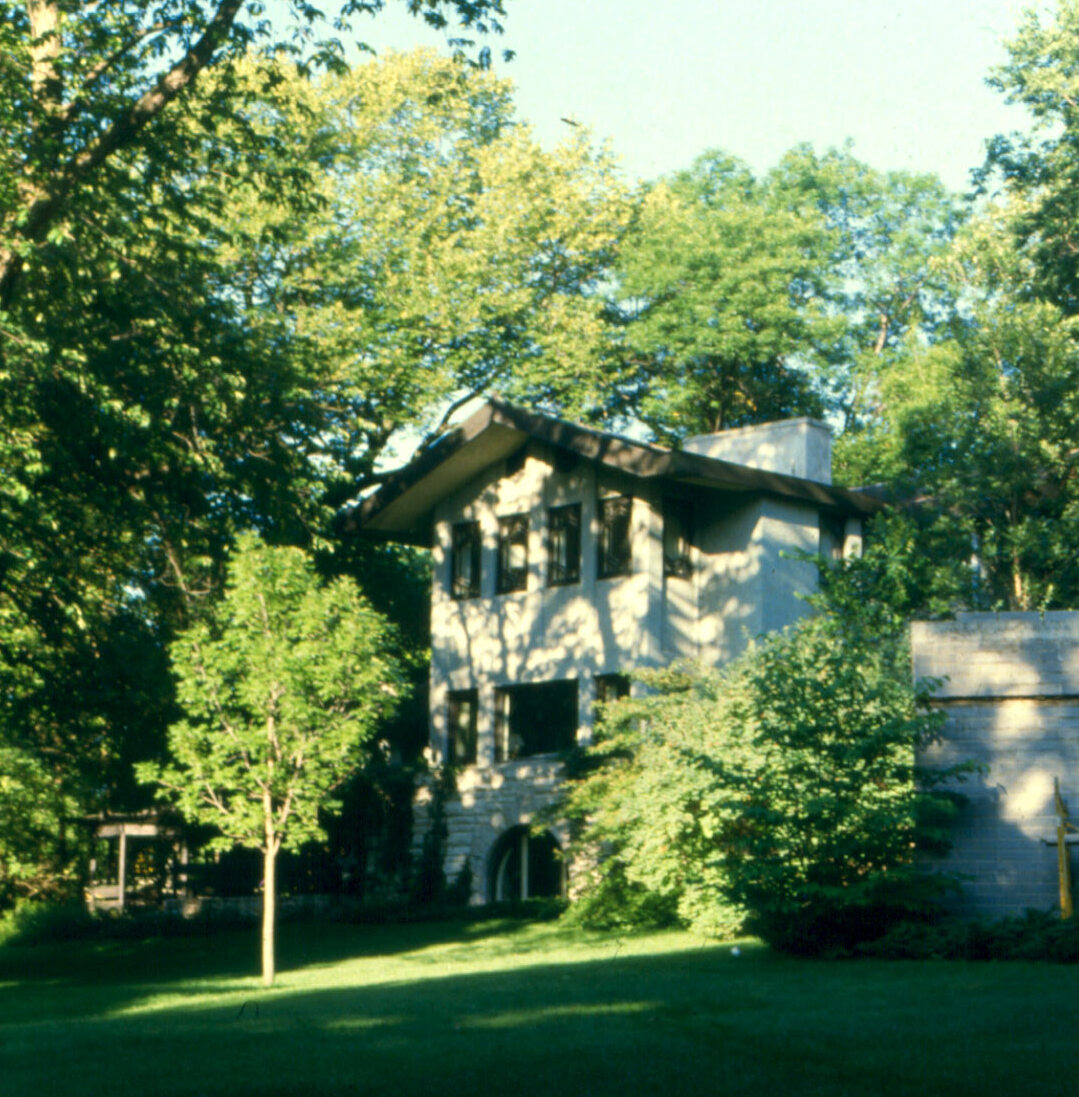
Casa Page, 1912
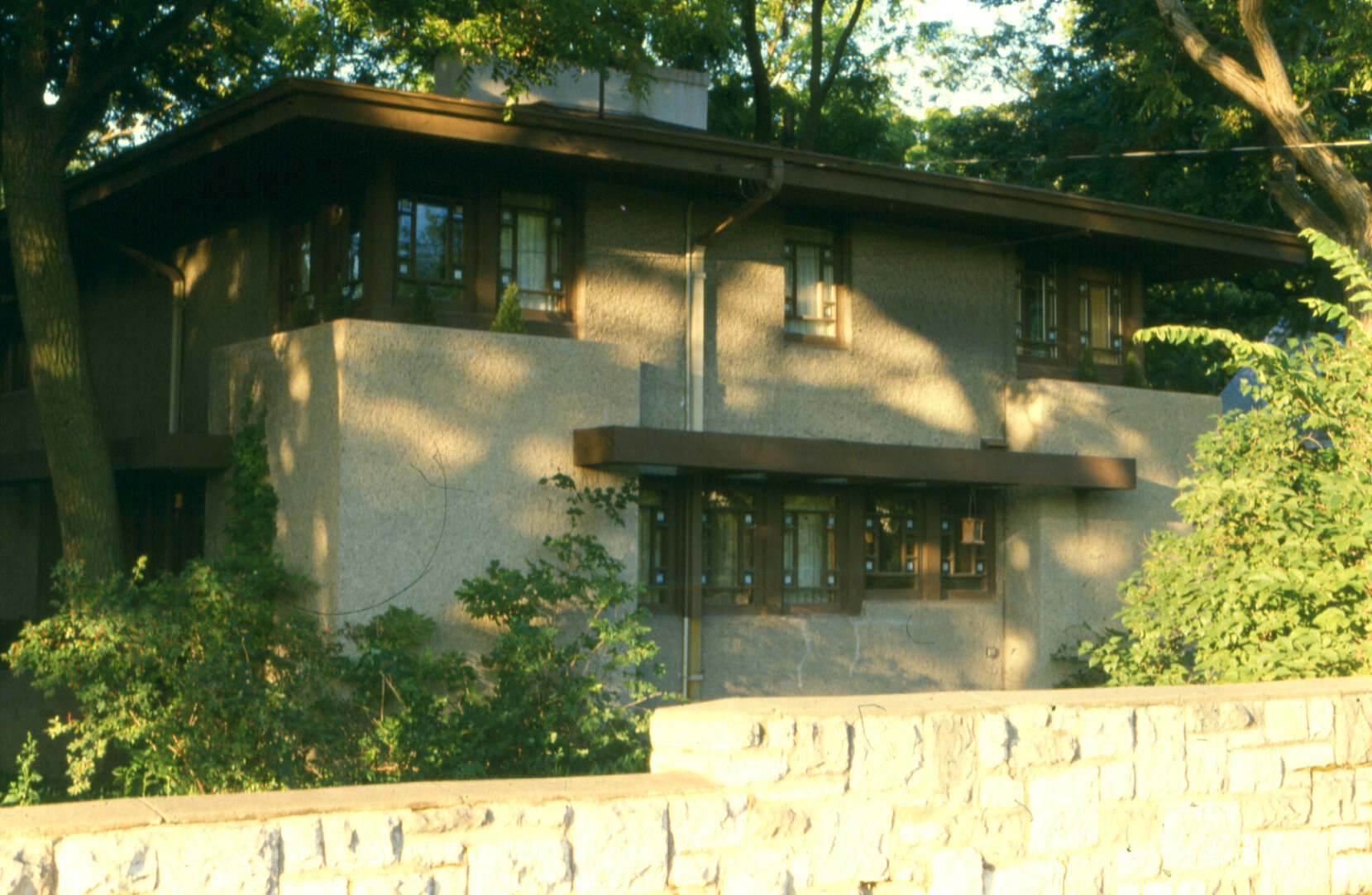
Casa Blythe-Rule, 1913
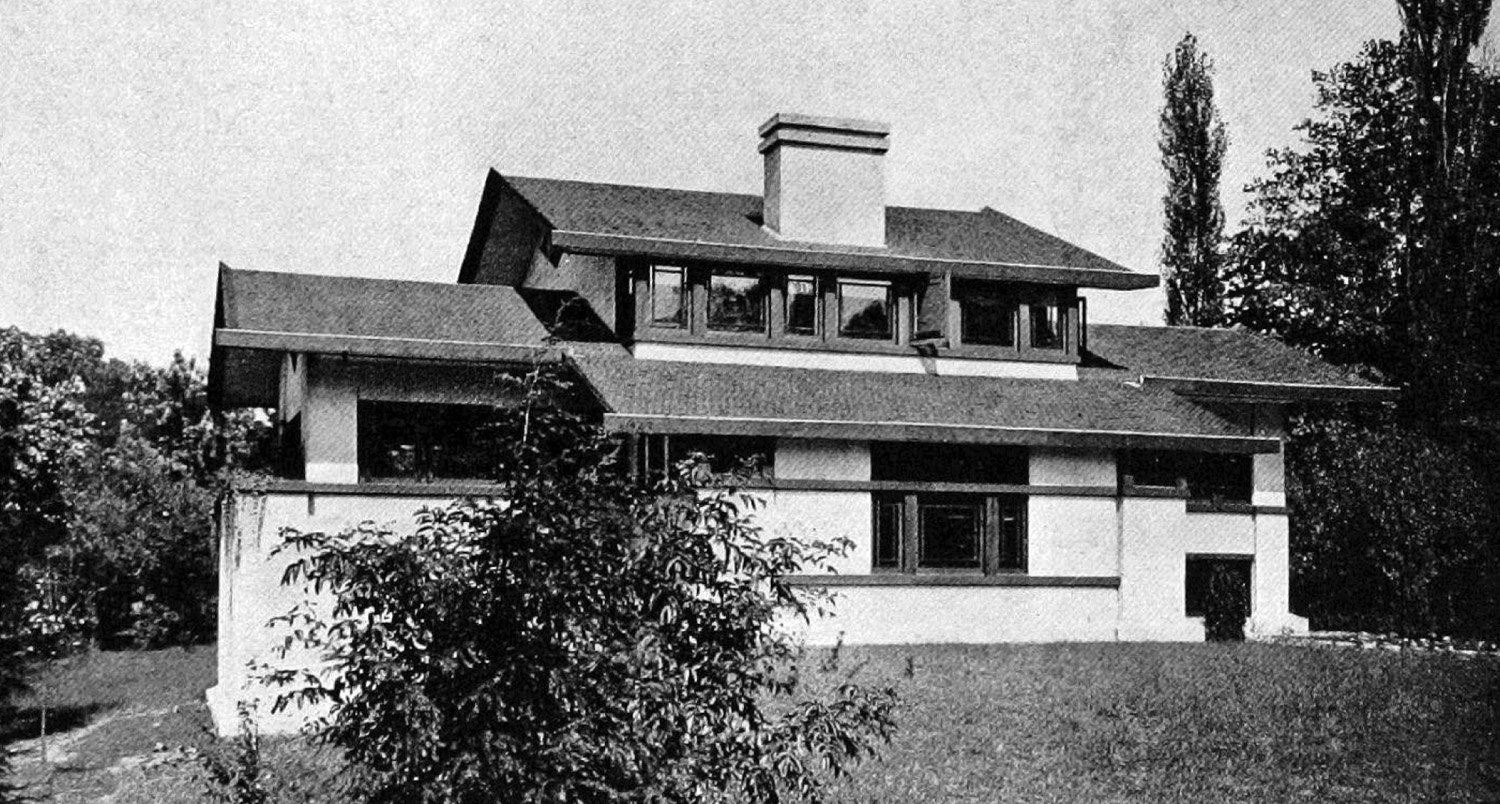
Casa Ralph Griffin, 1913
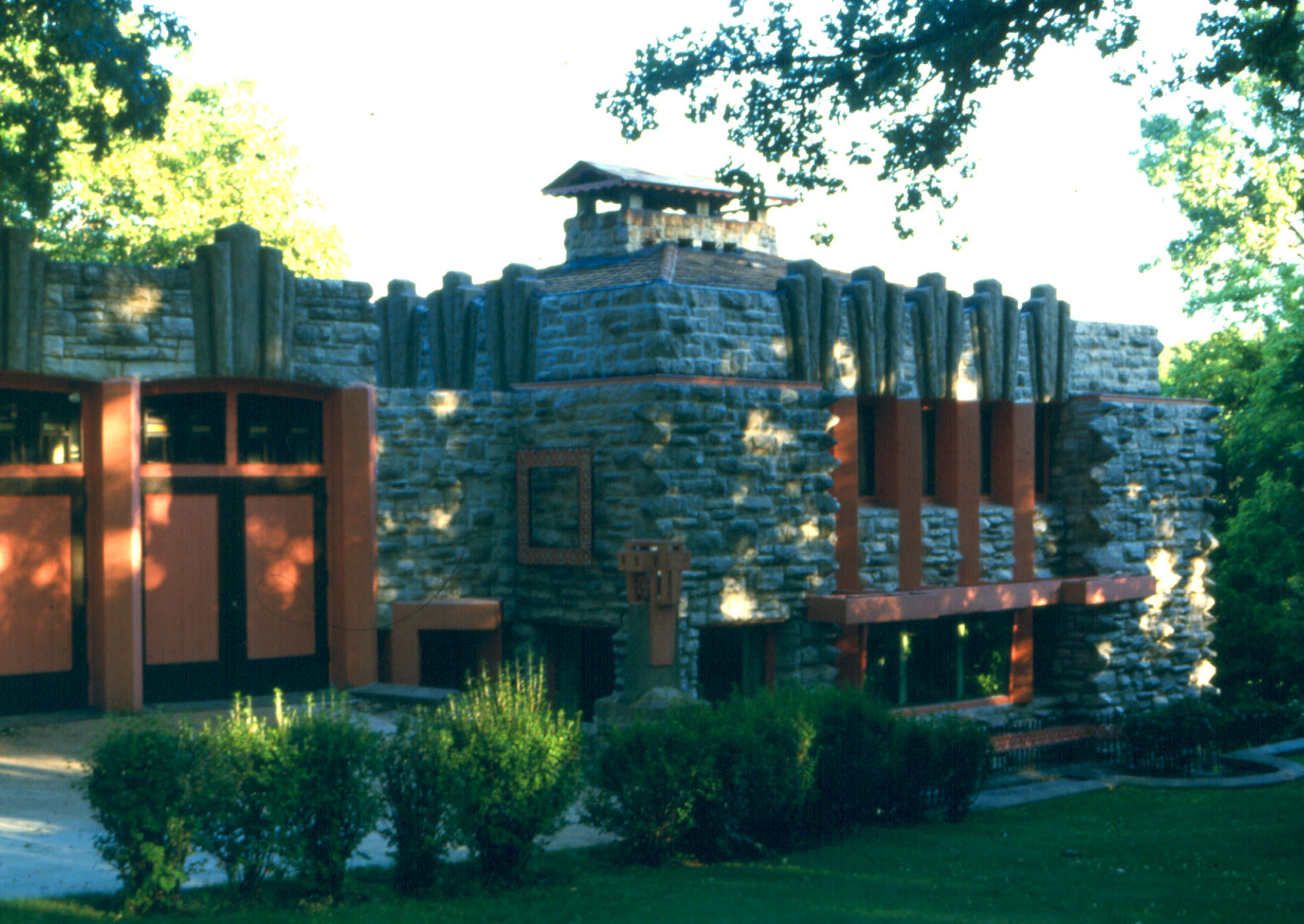
Casa Nelson, 1914
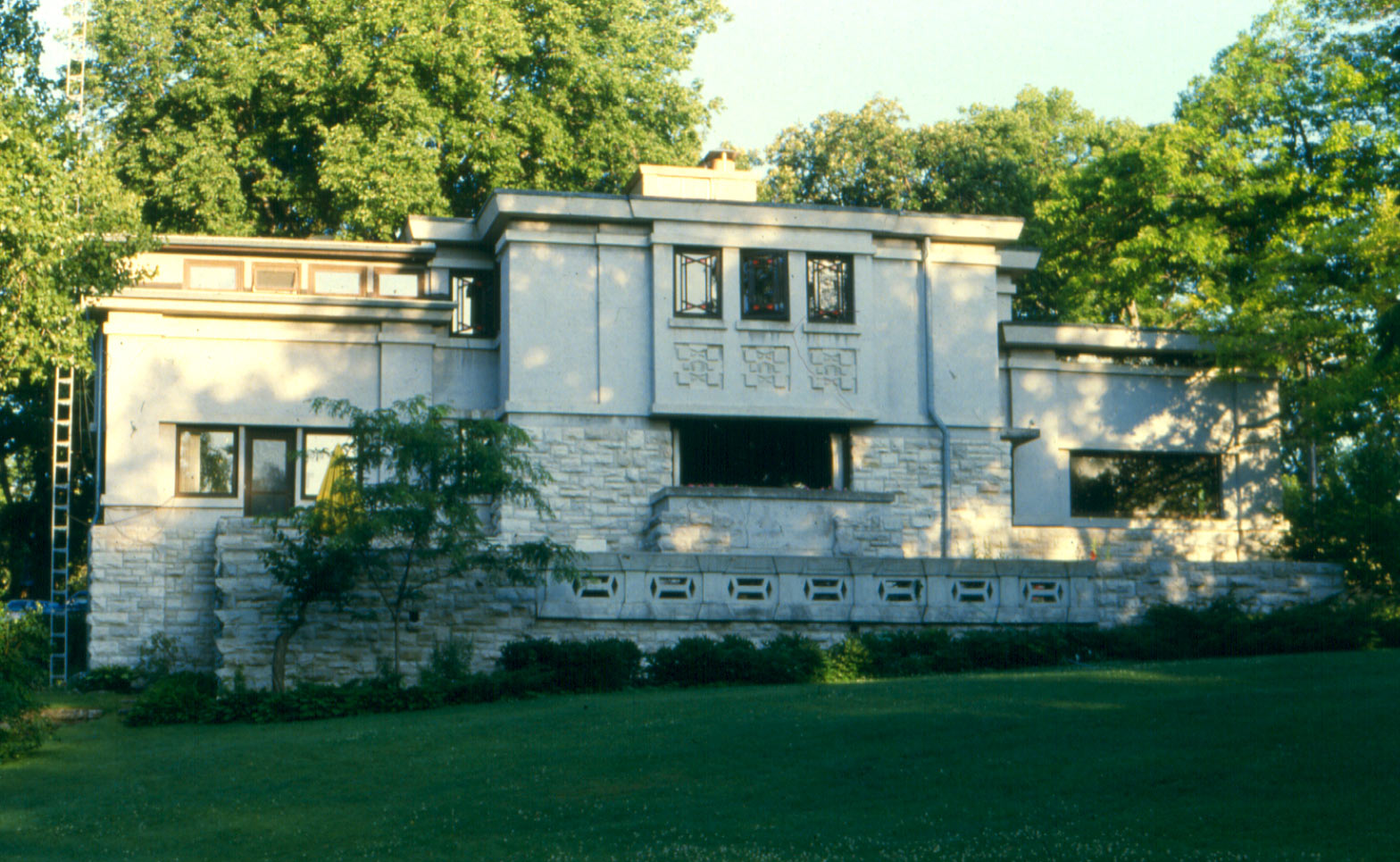
Casa Blythe, 1914

## Canberra

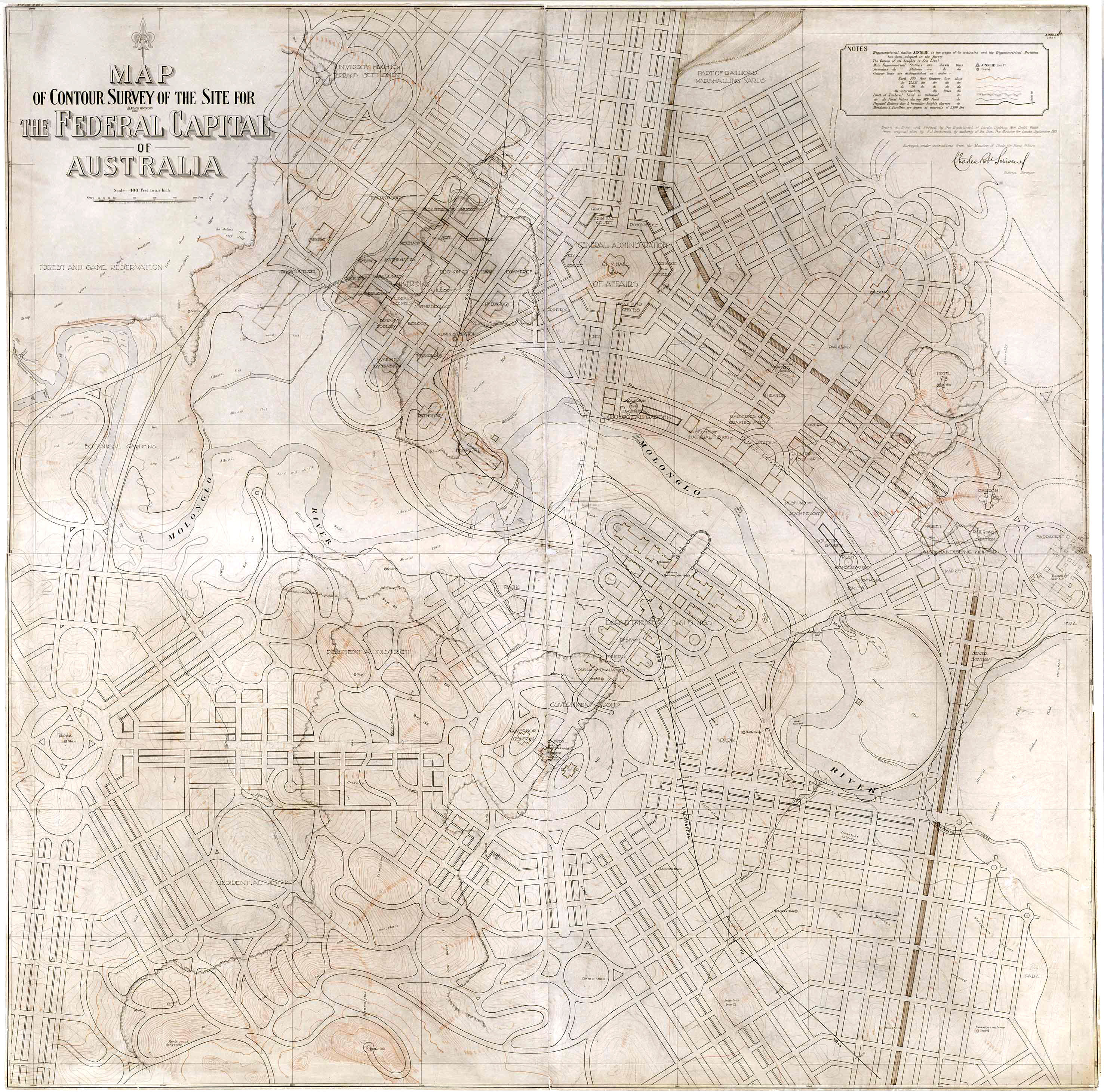
Estudio de contorno de Griffin para Canberra

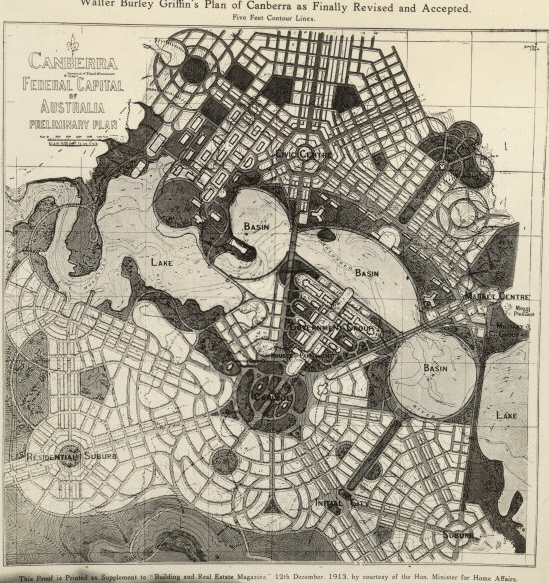
Plan definitivo aceptado para Canberra

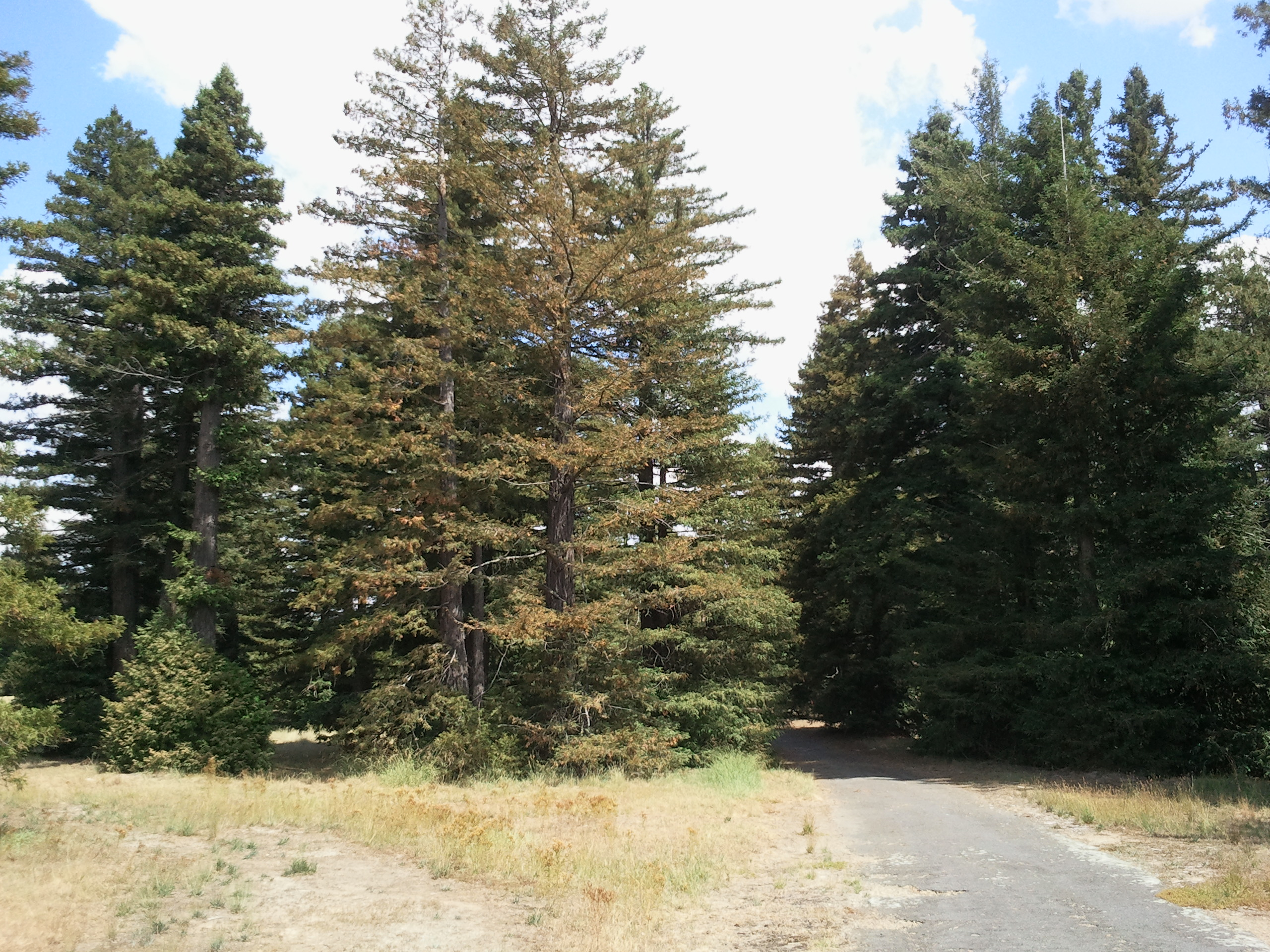
Bosque de secuoyas (Sequoia sempervirens y Sequoiadendron giganteum), plantado en 1918, Pialligo Avenue, Canberra.

En abril de 1911, el Gobierno de la Commonwealth Australiana convocó un concurso internacional para diseñar su nueva capital federal, aún sin nombre. Griffin elaboró un diseño con impresionantes representaciones del plano realizadas por su nueva esposa. Se enteraron del concurso en julio, mientras estaban de luna de miel, y trabajaron febrilmente para preparar los planos. El 23 de mayo de 1912, el diseño de Griffin fue seleccionado como ganador entre 137 propuestas. Este hecho tuvo una gran repercusión en la prensa de la época y le valió el reconocimiento público y profesional. Sobre su plan, es famoso su comentario:
He planeado una ciudad que no se parece a ninguna otra del mundo. No la he planeado como esperaba que las autoridades gubernamentales del mundo la aceptaran. He proyectado una ciudad ideal, una ciudad que responde a mi ideal de ciudad del futuro.
En 1913, Griffin fue invitado por el Gobierno de la Commonwealth a Australia para inspeccionar el emplazamiento, ahora denominado Canberra. Dejó a Mahony Griffin a cargo de la consulta y viajó a Australia en julio. Sus cartas revelan su aprecio por el paisaje australiano. Los Griffin se unieron a la Sociedad de Naturalistas de Nueva Gales del Sur en 1914, donde disfrutaron de paseos organizados por la sabana y estudios de campo. La sociedad les facilitó el contacto con la comunidad científica australiana, especialmente con los botánicos. Este aprecio por la flora australiana quedó reflejado en el plan urbanístico de Griffin de 1914 para la ciudad de Leeton en la Murrumbidgee Irrigation Area de Nueva Gales del Sur, y más tarde en un diseño para el Newman College de la University of Melbourne. También utilizó nombres botánicos de la flora australiana como topónimos para suburbios y calles de Canberra, como Grevillea Park, Telopea Park, Clienthus Circle y Blandfordia.
A Griffin le ofrecieron el puesto de jefe del departamento de arquitectura de la Universidad de Illinois. Al mismo tiempo, negociaba un contrato de tres años con el Gobierno de la Commonwealth para permanecer en Australia y supervisar la ejecución de su plan, que, en su opinión, ya se había visto comprometido. En octubre de 1913, fue nombrado Director de Diseño y Construcción de la Capital Federal. En este puesto, Griffin supervisó el diseño de Canberra Norte y Sur, aunque tuvo que hacer frente a considerables obstáculos políticos y burocráticos. En mayo de 1914, él y su esposa partieron de América hacia Australia junto con los arquitectos Roy Lippincott y George Elgh.
Con el estallido de la Primera Guerra Mundial en 1914, Griffin se vio presionado para reducir el alcance y la escala de sus planes debido a que el gobierno desviaba fondos hacia el esfuerzo bélico. Varias partes de su diseño básico sufrieron cambios. Se eliminaron los planes de crear las avenidas Westbourne, Southbourne y Eastbourne para complementar la Northbourne Avenue, de Canberra, así como el proyecto de ferrocarril que conectaba Canberra Sur con Canberra Norte y con Yass, a 55 km de distancia. Una zona de mercado que habría estado en Russell, Territorio de la Capital Australiana, en Canberra Norte, se trasladó al sur, a lo que hoy es Fyshwick, Territorio de la Capital Australiana, junto a Canberra Sur.
El ritmo de construcción fue más lento de lo esperado, en parte por falta de fondos y en parte por las continuas disputas entre Griffin y los burócratas del Gobierno de la Commonwealth. Muchas de las ideas de diseño de Griffin fueron atacadas tanto por la profesión arquitectónica como por la prensa. En 1917, una Comisión Real determinó que habían socavado la autoridad de Griffin al suministrarle datos falsos que había utilizado para llevar a cabo su trabajo. Finalmente, Griffin dimitió del proyecto de diseño de Canberra en diciembre de 1920, cuando descubrió que varios de estos burócratas habían sido nombrados miembros de una agencia que supervisaría la construcción de Canberra. El Gobierno de la Commonwealth bajo el liderazgo del primer ministro Hughes había destituido a Griffin como Director de Diseño y Construcción tras desacuerdos sobre su función supervisora, y en 1921 creó el Comité Asesor de la Capital Federal, con John Sulman como presidente. A Griffin se le ofreció ser miembro, pero lo rechazó y se retiró de toda actividad posterior en Canberra.
Griffin diseñó varios edificios para Canberra, ninguno de los cuales llegó a construirse. La tumba de General Bridges en Mount Pleasant fue la única estructura permanente diseñada por él que se construyó en Canberra.
Aparte del diseño de la ciudad, el legado más longevo de Griffin es la plantación de secuoyas (Sequoia sempervirens y Sequoiadendron giganteum), hoy conocida como bosque de secuoyas de Pialligo, que él y el arboricultor Thomas Charles Weston plantaron en 1918. Se encuentra en Pialligo Avenue, entre Canberra y Queanbeyan, a 2,8 km al este del aeropuerto de Canberra.

## Obras más importantes

### India
- Biblioteca en la University of Lucknow, en Lucknow ciudad del  estado de Uttar Pradesh en India
- Residencia del Dr Bhatia, en Lucknow ciudad del  estado de Uttar Pradesh en India

### Estados Unidos
- G.B. Cooley House,1908 South Grand St., Monroe Luisiana
- Alfred W. Hebert House Remodeling, 1902, Evanston Illinois
- W.H. Emery House, 1903, Elmhurst Illinois
- Adolph Mueller House, 1906
- John Dickinson House, 10034 Cienega Road Hollister California 1906
- Mary H. Bovee Apartment, 1907
- John Gauler House, 5917-5921 N. Magnolia Ave., Chicago, Illinois, 1908
- William S. Orth House, 1908, Winnetka Illinois
- Edmund C. Garrity House, 1909
- Ralph Griffin House, 1909, Edwardsville Illinois
- Edmund C. Garrity House, 1712 W. 104th Place, Chicago, Illinois, 1909
- William B. Sloan House, 1910
- Frank N. Olmstead House, 1624 W. 100th Place, Chicago, Illinois, 1910
- Harry N. Tolles House, 10561 S. Longwood Drive, Chicago, Illinois, 1911
- Harry G. Van Nostrand House, 1666 W. 104th Place, Chicago, Illinois, 1911
- Russell L. Blount House I, 1724 W. 104th Place, Chicago, Illinois, 1911
- Benjamin J. and Mabel T. Ricker House, 1510 Broad Street, Grinnell, Iowa, 1911-1912
- Joshua Melson House, 1912, Mason City Iowa
- Russel L. Blount House II, 1950 W. 102nd Street, Chicago, Illinois, 1912–1913
- Jenkinson House, 1727 W. 104th Place, Chicago, Illinois, 1912–1913
- Walter D. Salmon House, 1736 W. 104th Place, Chicago, Illinois, 1912–1913
- Newland house, 1737 W. 104th Place, Chicago, Illinois, 1913
- Ida E. Williams House, W. 104th Place, Chicago, Illinois (based on the Von Nostrand plans, built by Blount), 1913
- William R. Hornbaker House, 1710 W. 104th Place, Chicago, Illinois, (based on the Von Nostrand plans, built by Blount), 1914
- James Frederic Clarke House, 1731 W. 104th Place, Chicago, Illinois, (based on the Von Nostrand plans, built by Blount), 1913
- Harry C. Furneaux House, 1741 W. 104th Place, Chicago, Illinois, (based on the Salmon House plans, built by Blount), 1913
- James Blyth House, Mason City Iowa
- Stinson Memorial Library, Anna Illinois

### Australia
- Plano de Canberra, 1914–1920
- Plano de Leeton, 1914
- Plano de Griffith, 1914
- Plano de Eaglemont, 1915
- Paris Theatre, Sydney, 1915 (demolido en 1981)
- Newman College, University of Melbourne, 1916–1918
- Café Australia, Melbourne, 1916
- Pholiota, en Eaglemont, Victoria 1920[12]
- Capitol Theatre, Melbourne 1924
- Palais de Danse St Kilda 1925 (destruido por un incendio)
- Leonard House, Elizabeth Street Melbourne 1925 (demolido)
- Plano de Ranealgh EstateMount Eliza Victoria, 1924
- Langi Flats, Toorak 1925-26
- Plano de Castlecrag, 1925
- Fishwick House, acabada en 1929
- Plano de Castle Cove Nueva Gales del Sur, 1930
- Walter Burley Griffin Incinerator Willoughby, acabado en 1932
- Duncan House (Castlecrag), acabada en 1934
- Eric Pratten House, en Pymble, Sídney, acabada en 1936
- Hindmarsh Incinerator, South Australia, acabado en 1936[13]
- Pyrmont Incinerator, acabado en 1936 (demolido en 1992)
- Thebarton Incinerator, South Australia, acabado en 1937[14]
- Walter Burley Griffin Incinerator, Ipswich, acabado en 1992

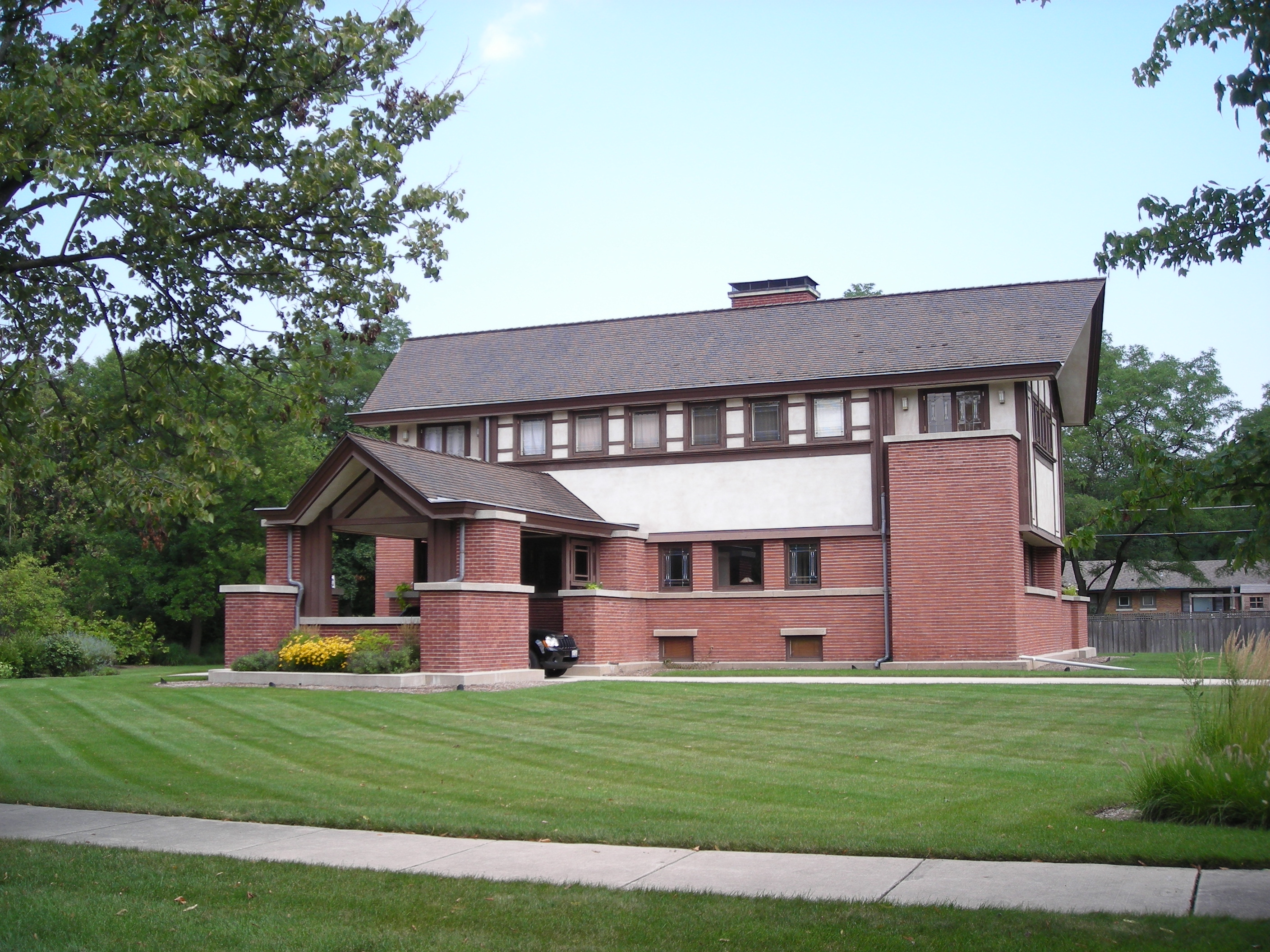
William H. Emery, Jr. House, 1903
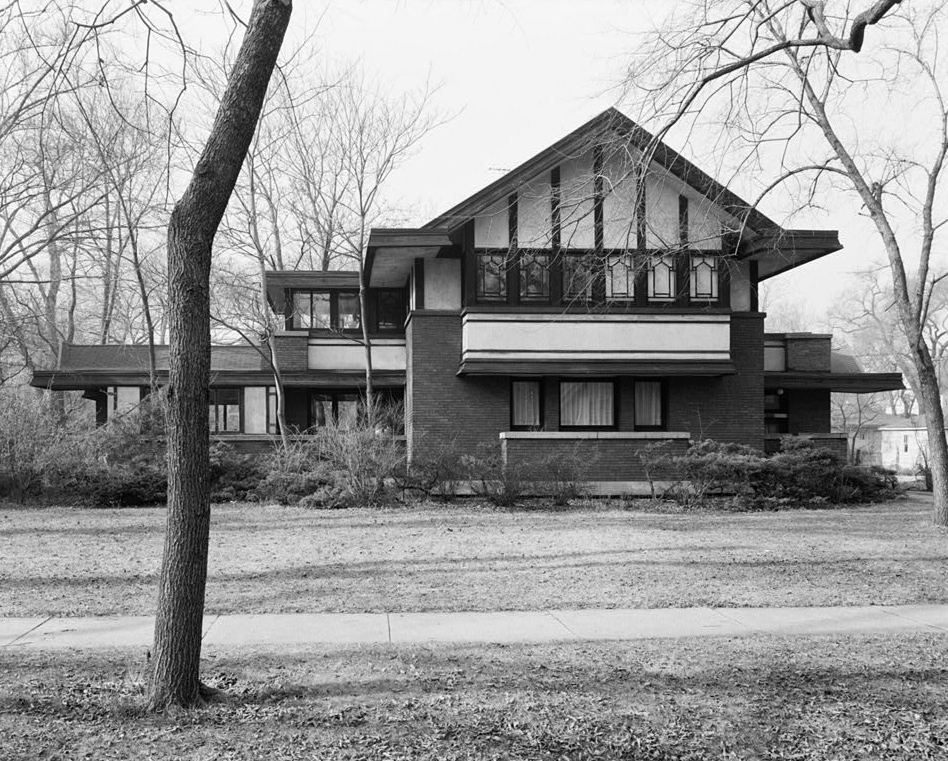
Frederick Carter House 1910
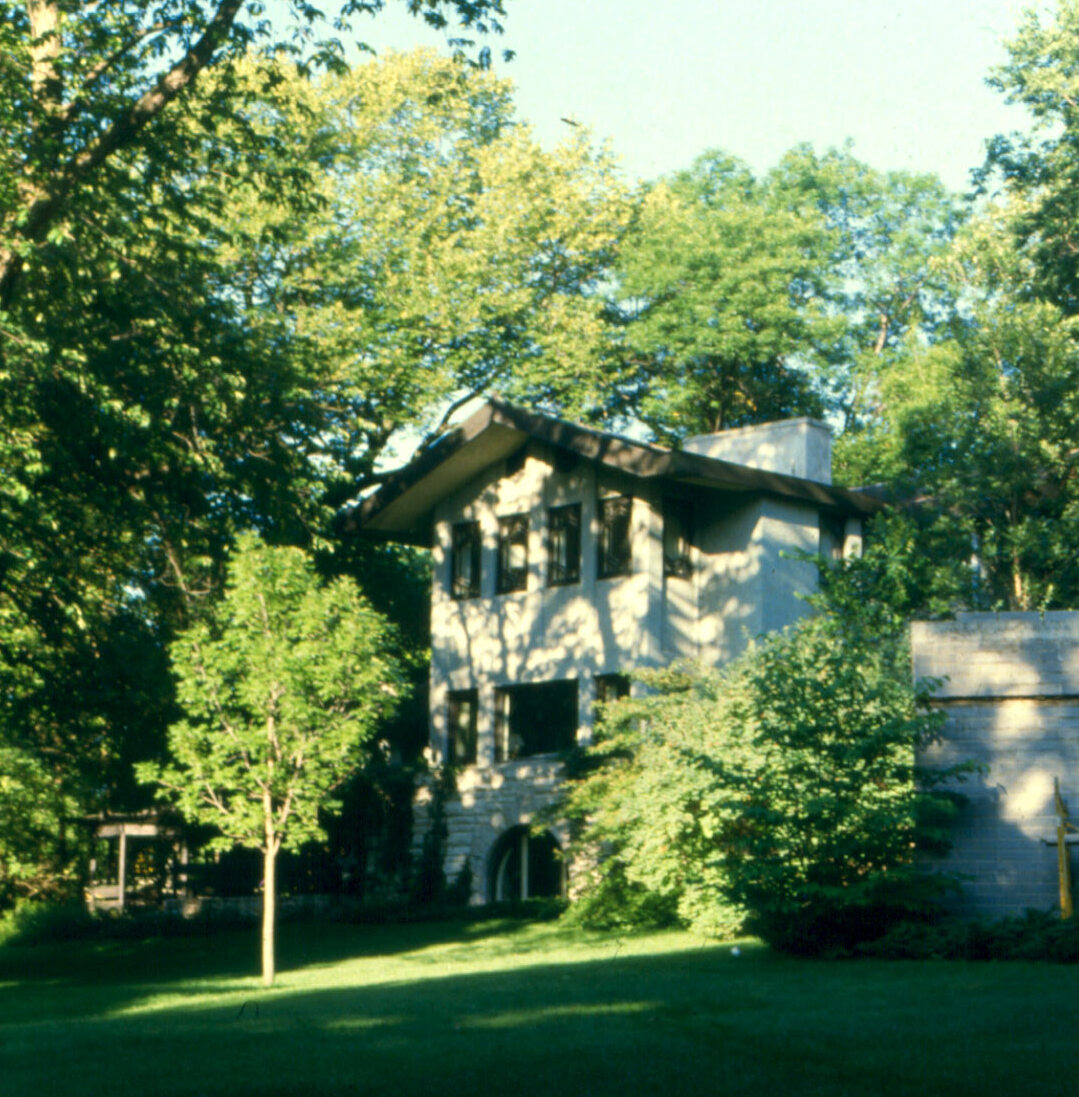
Page House, 1912
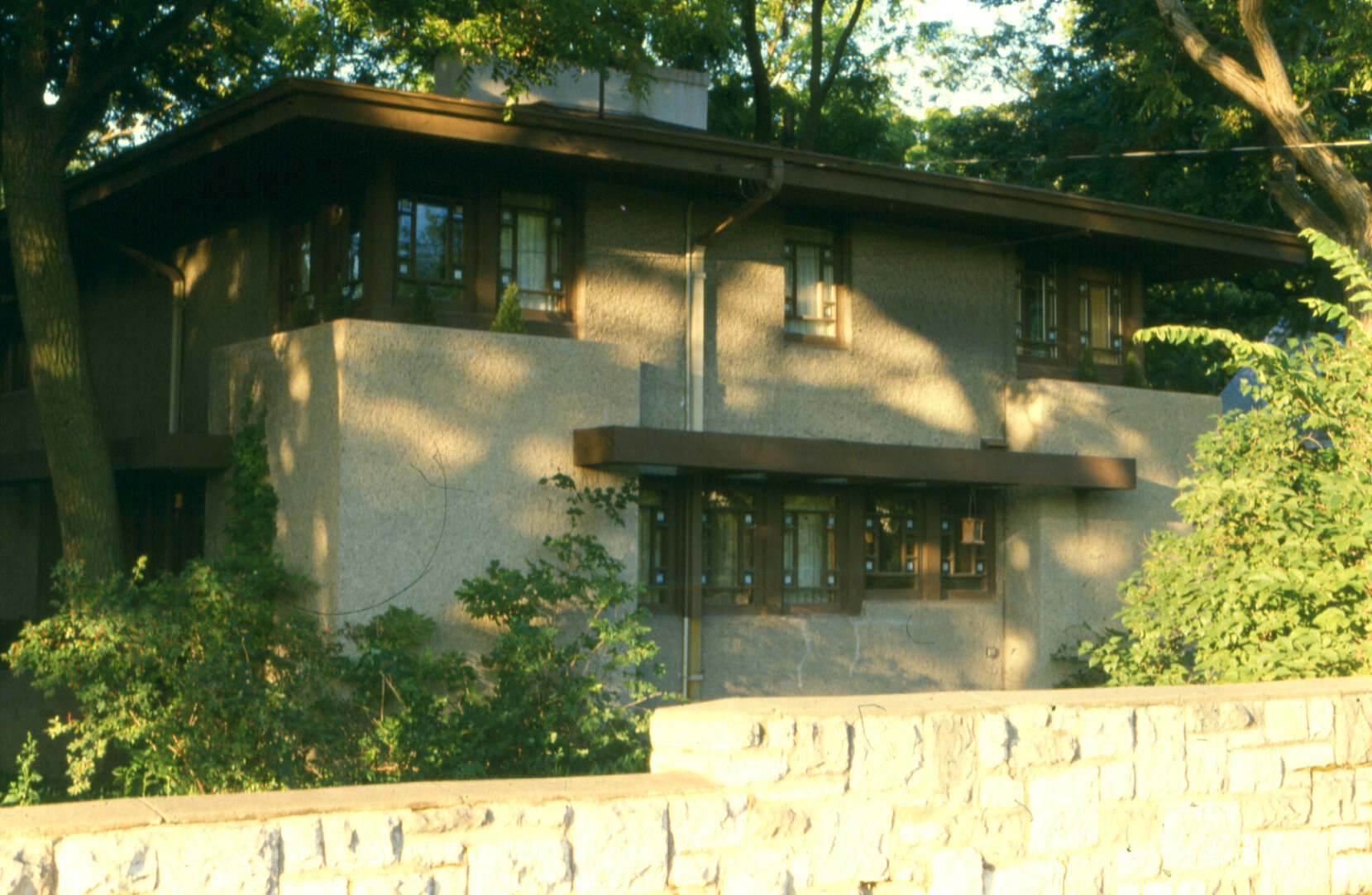
Blythe-Rule House, 1913
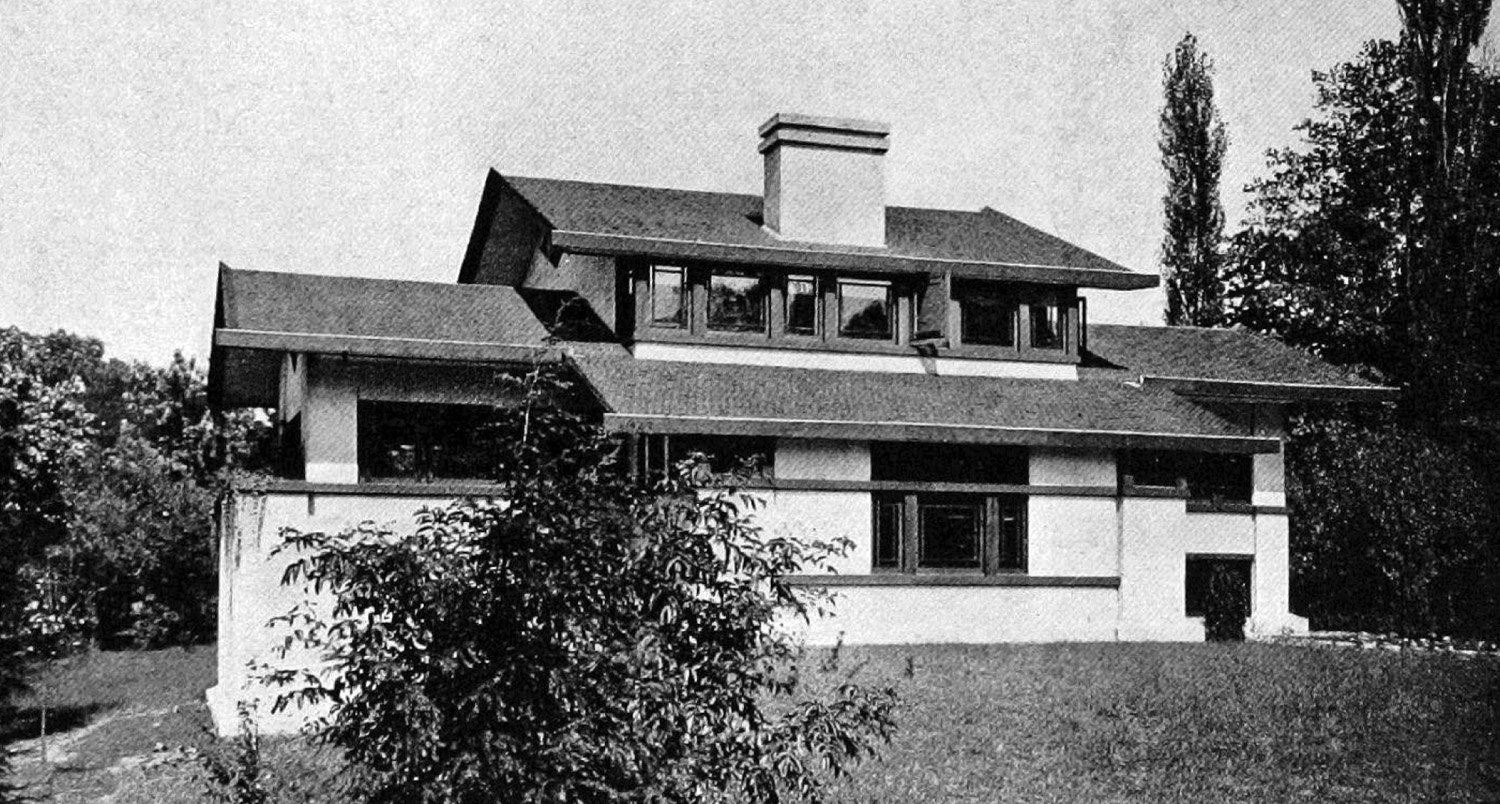
Ralph Griffin House, 1913
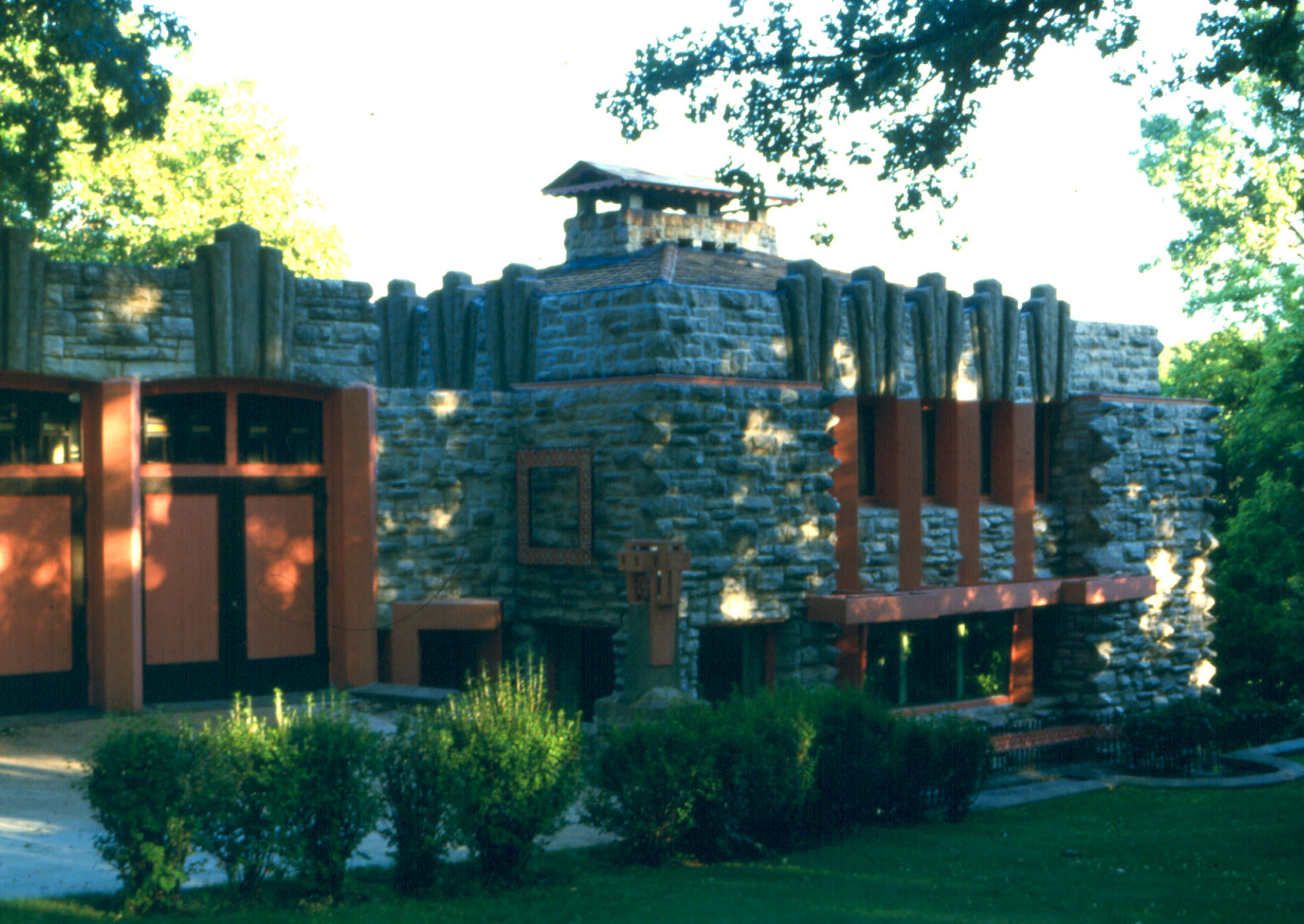
Melson House, 1914
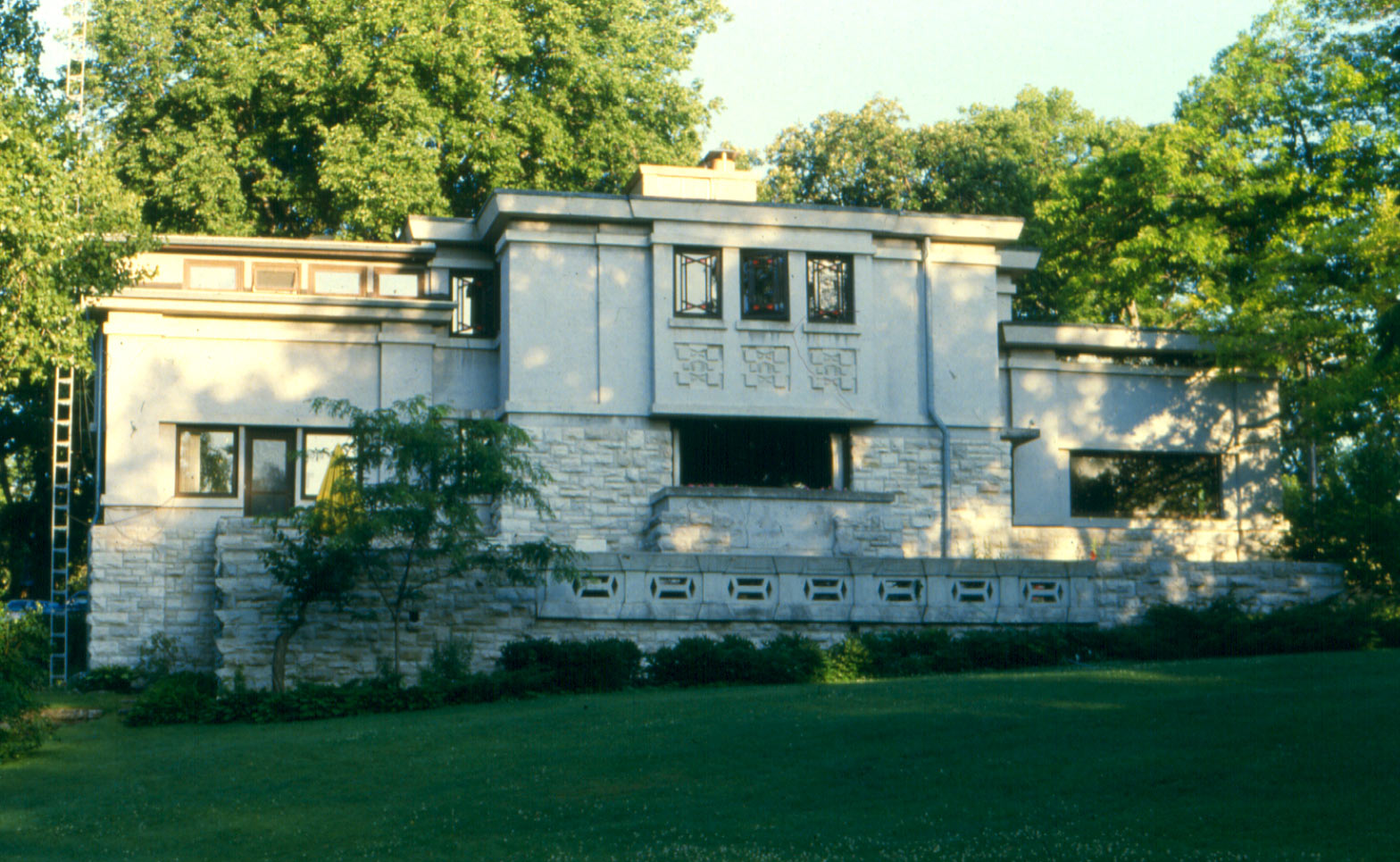
Blythe House, 1914

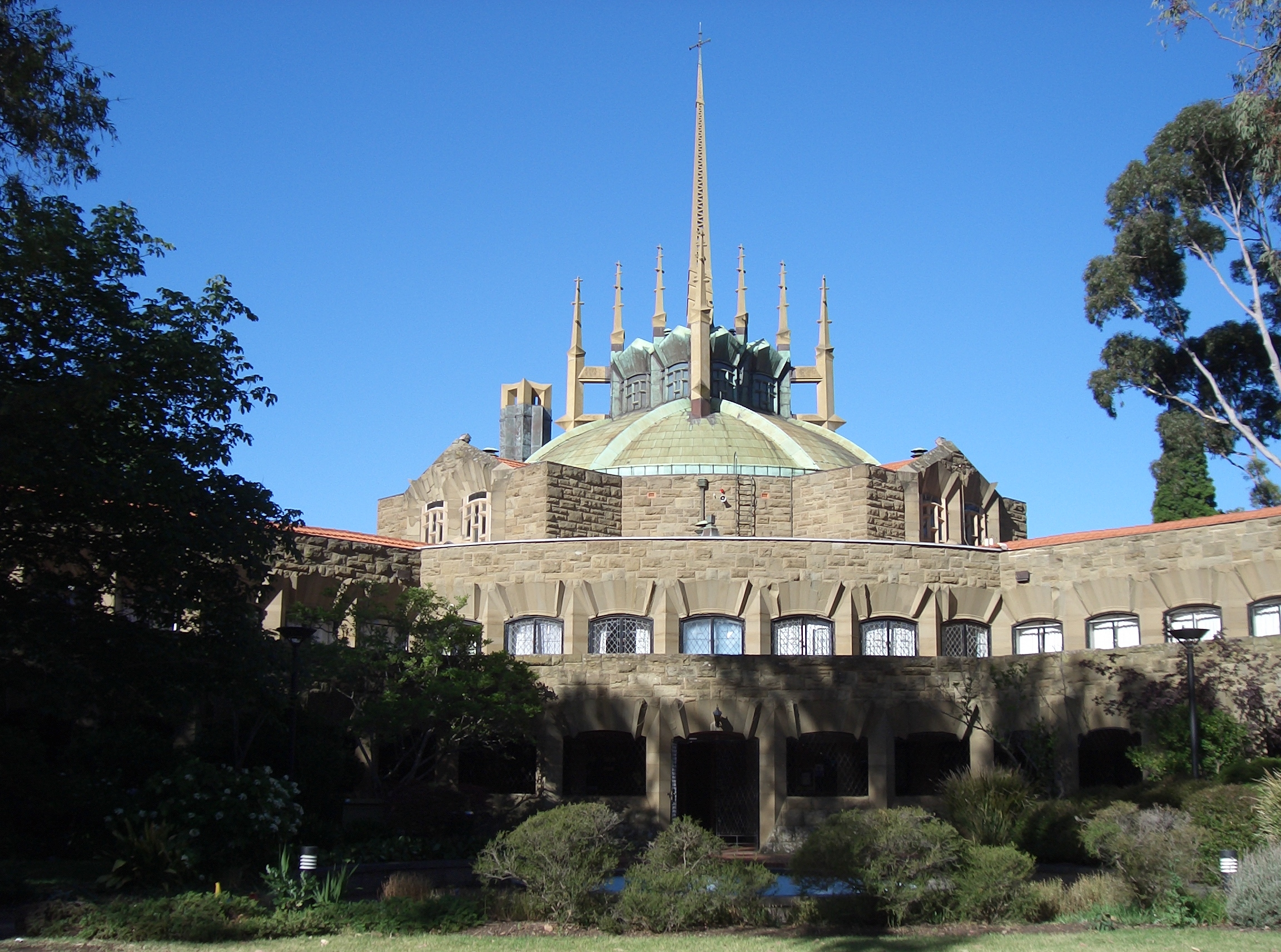
Newman College, Melbourne
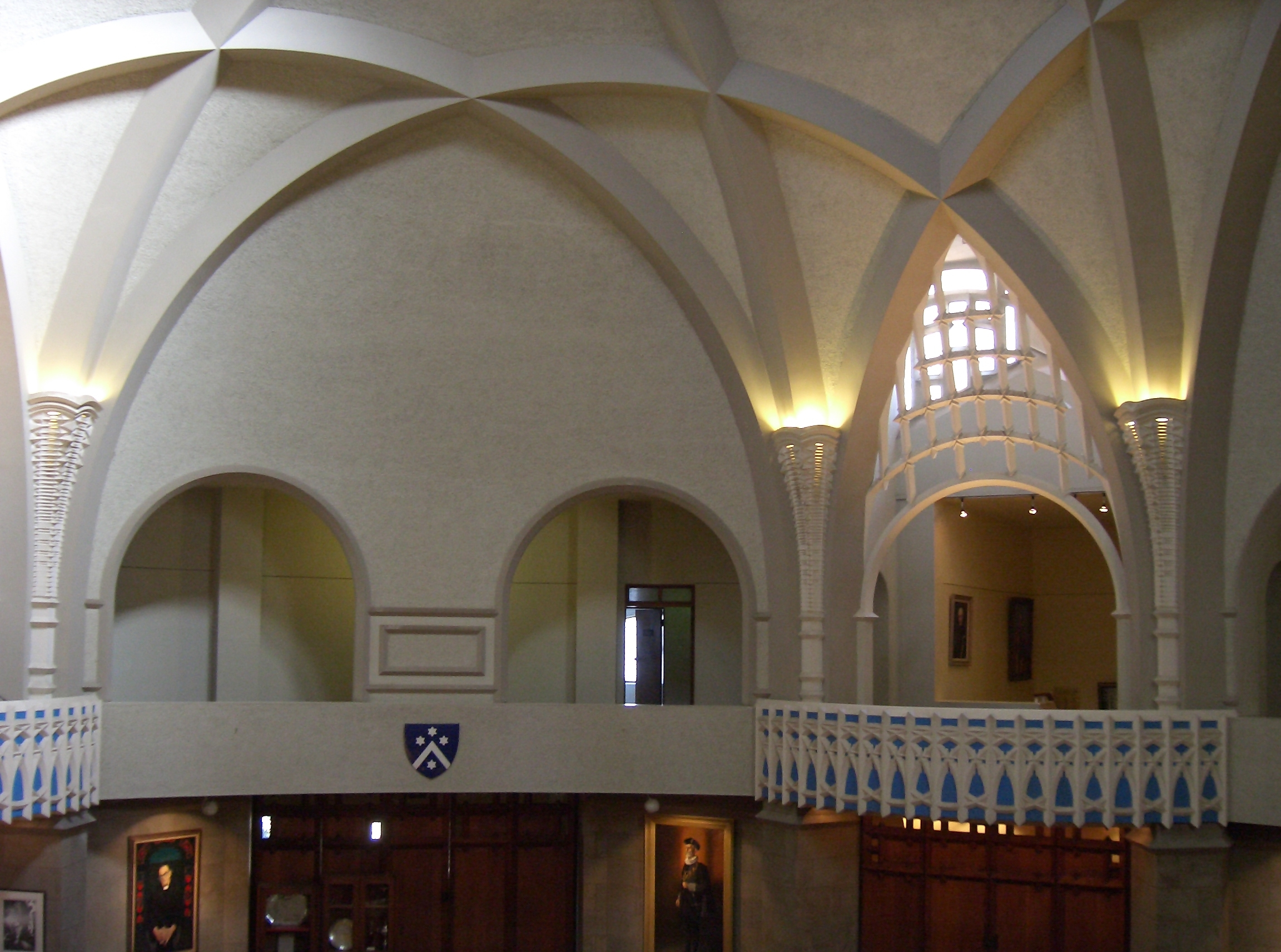
Newman College: interior del comedor
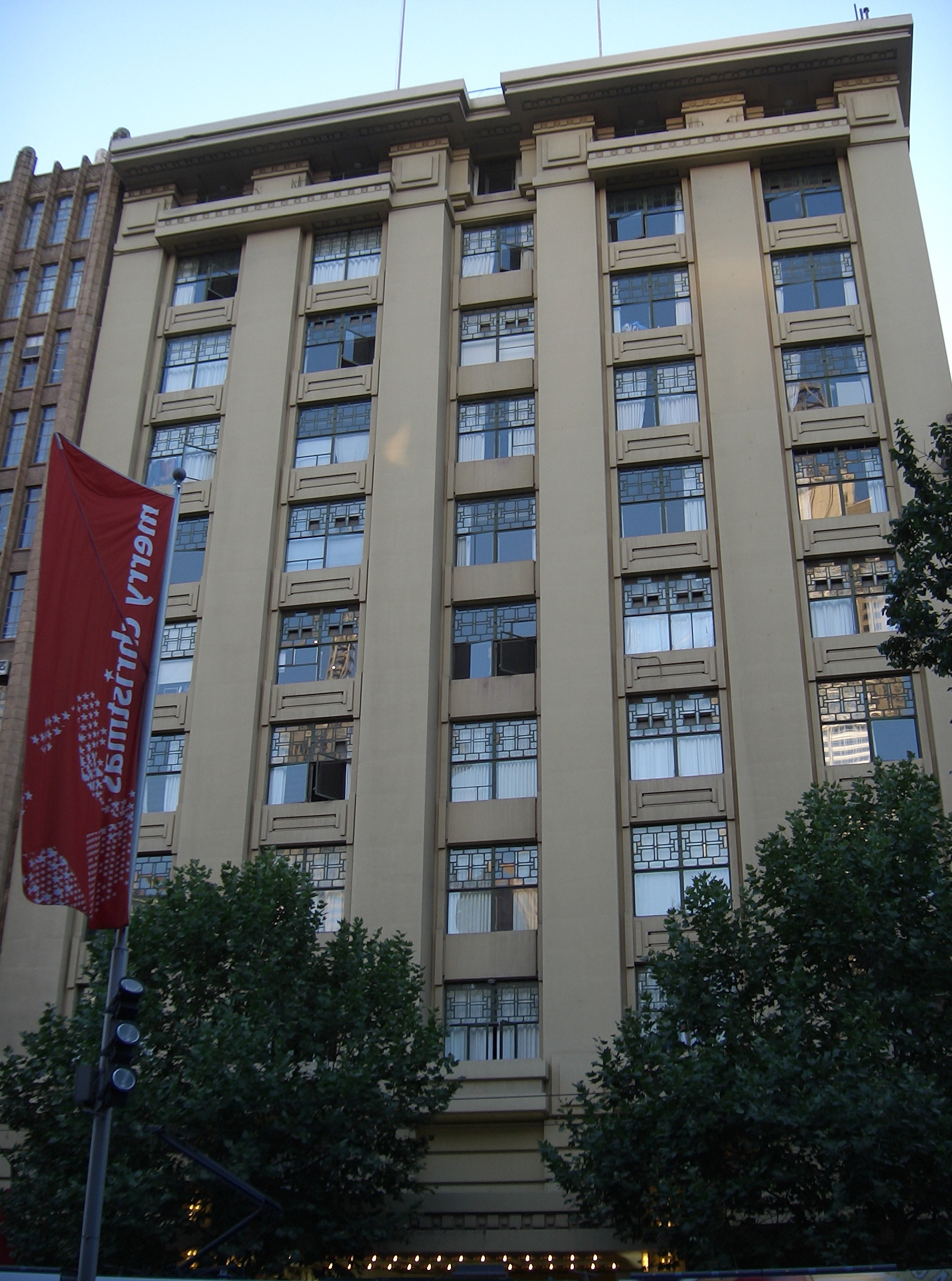
Capitol Theatre, Melbourne
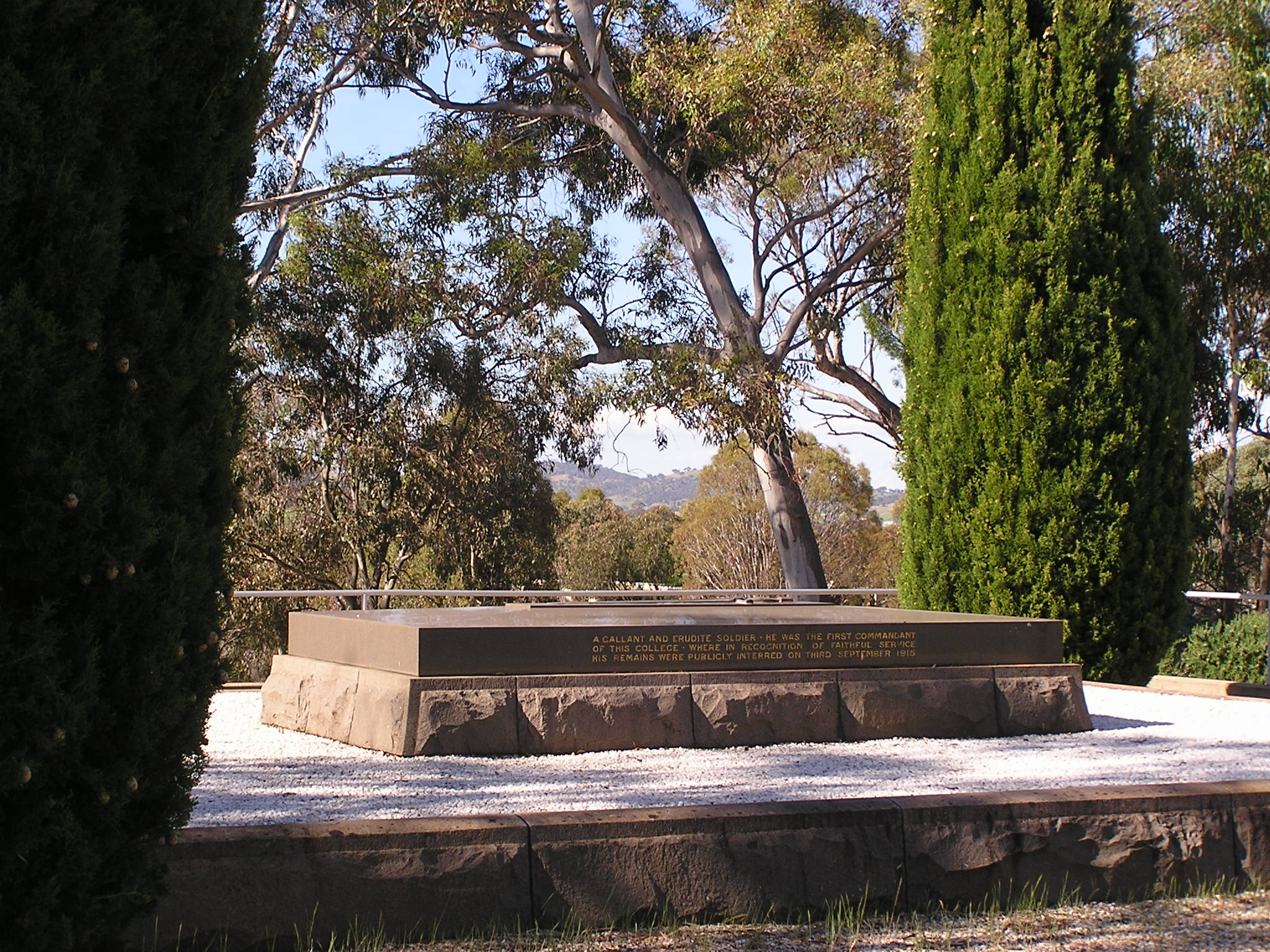
Tumba de William Throsby Bridges en Canberra
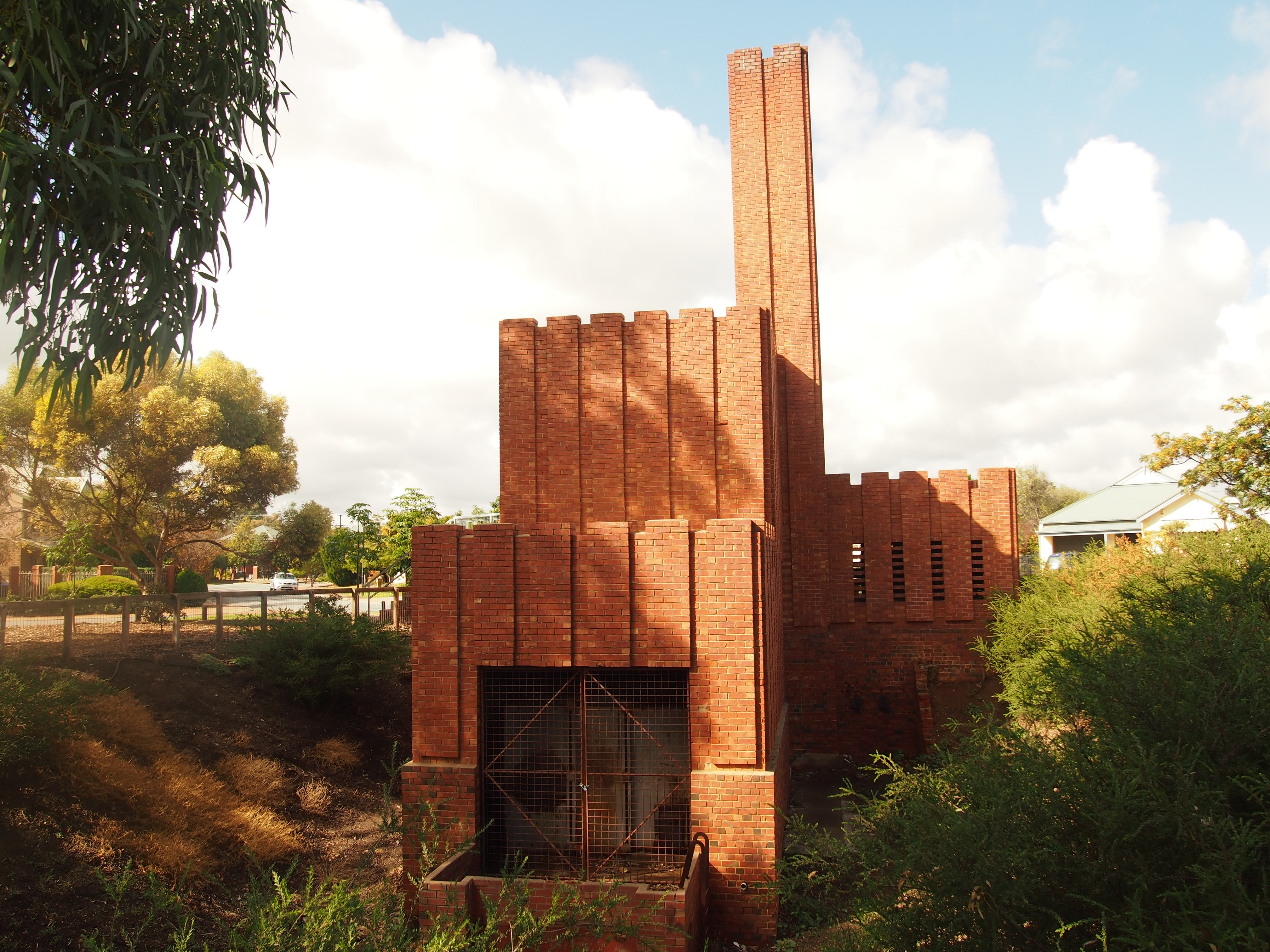
Planta incineradora de Brompton, South Australia, conocida por el nbrme del barrio adyacente Hindmarsh
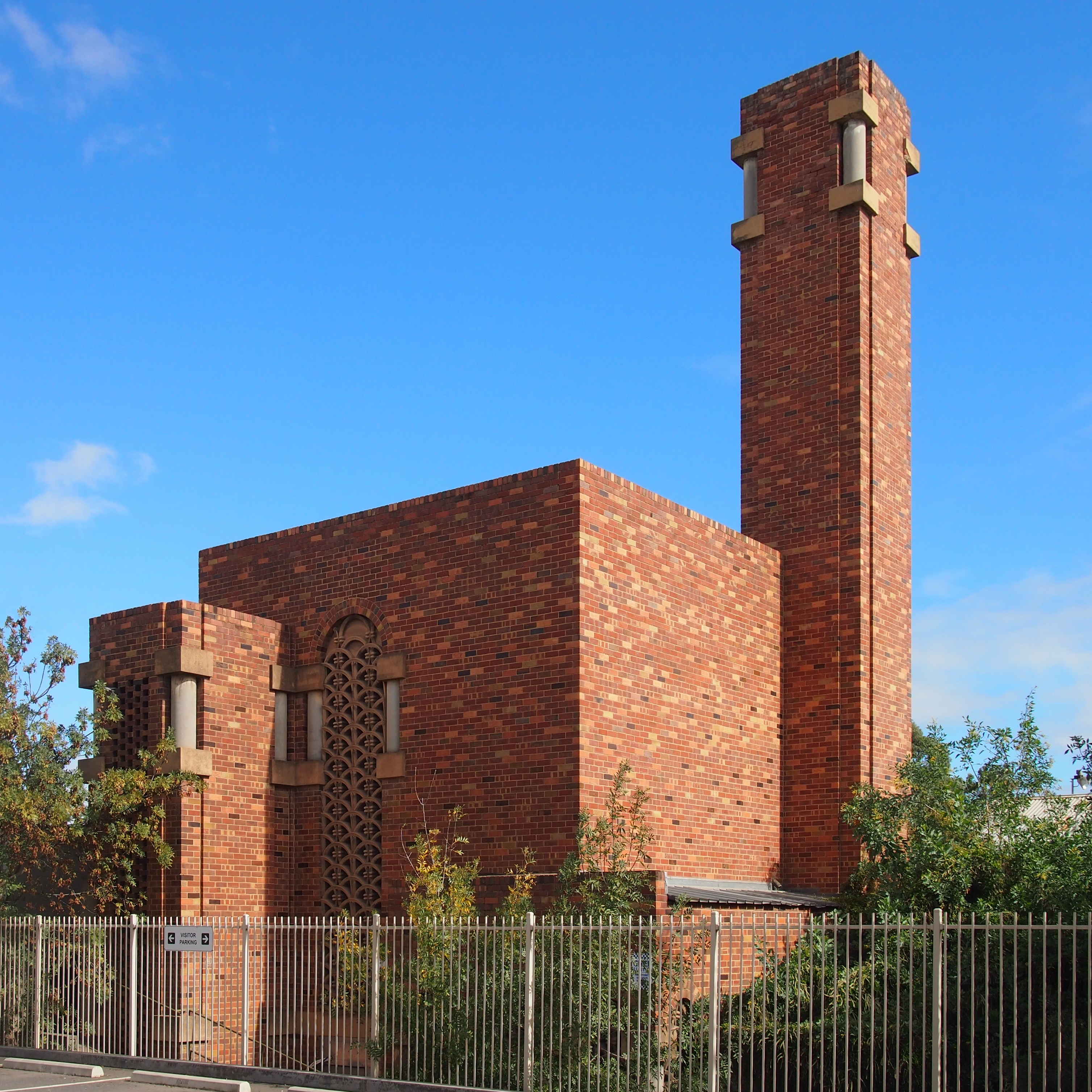
Planta incineradora de Thebarton, South Australia
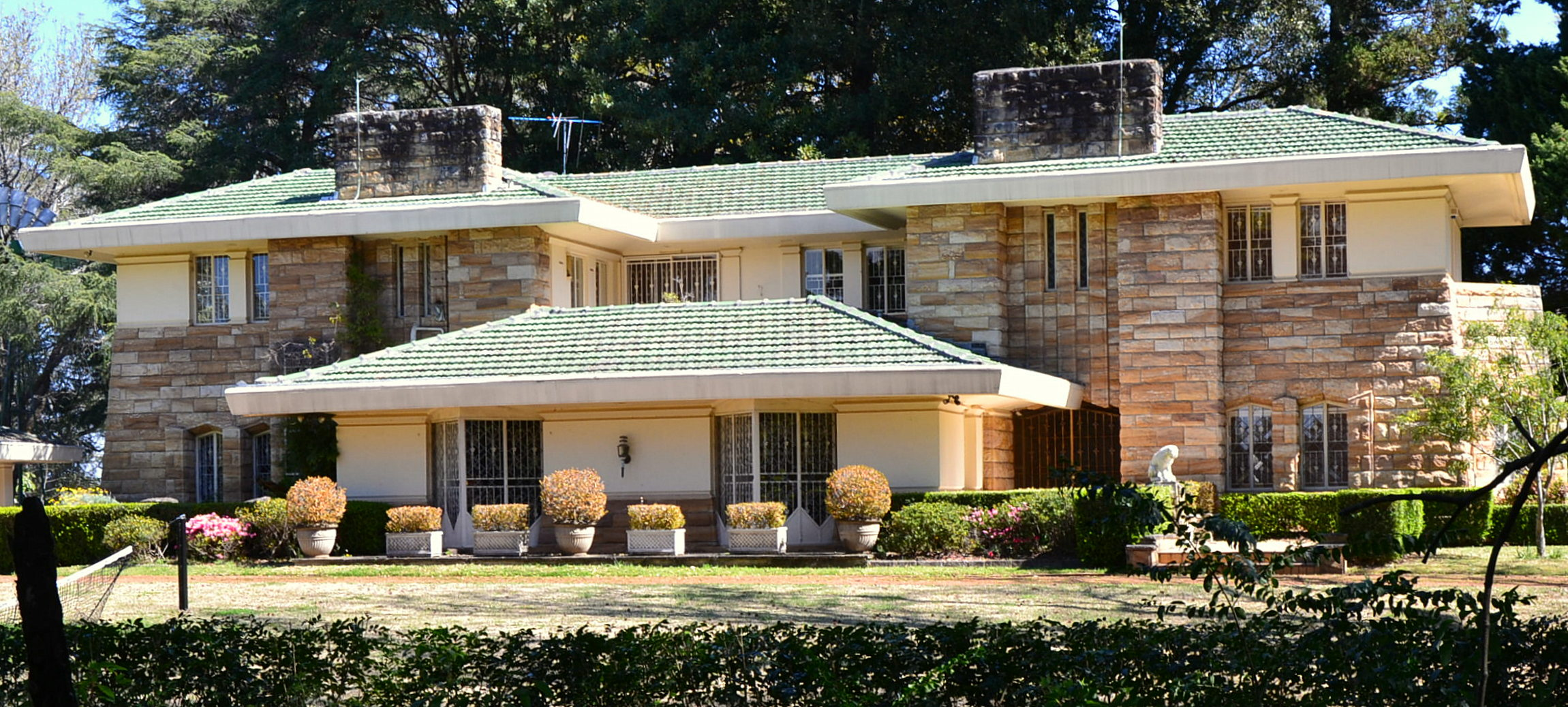
Eric Pratten House, también llamada Coppins, en Pymble, Sídney